# Bad Brains
Bad Brains est un groupe de punk hardcore et reggae américain, originaire de Washington. Il est formé par quatre afro-américains rastafariens dont le chanteur Paul Hudson connu sous le nom de H.R. (Human Right, « droits de l'homme »). Ils sont considérés comme les pionniers du punk hardcore,,, bien que les membres expliquent que le terme ne reflète pas leur musique (voir documentaire Punk Attitude).

## Biographie

### Du fusion au hardcore (1976–1985)

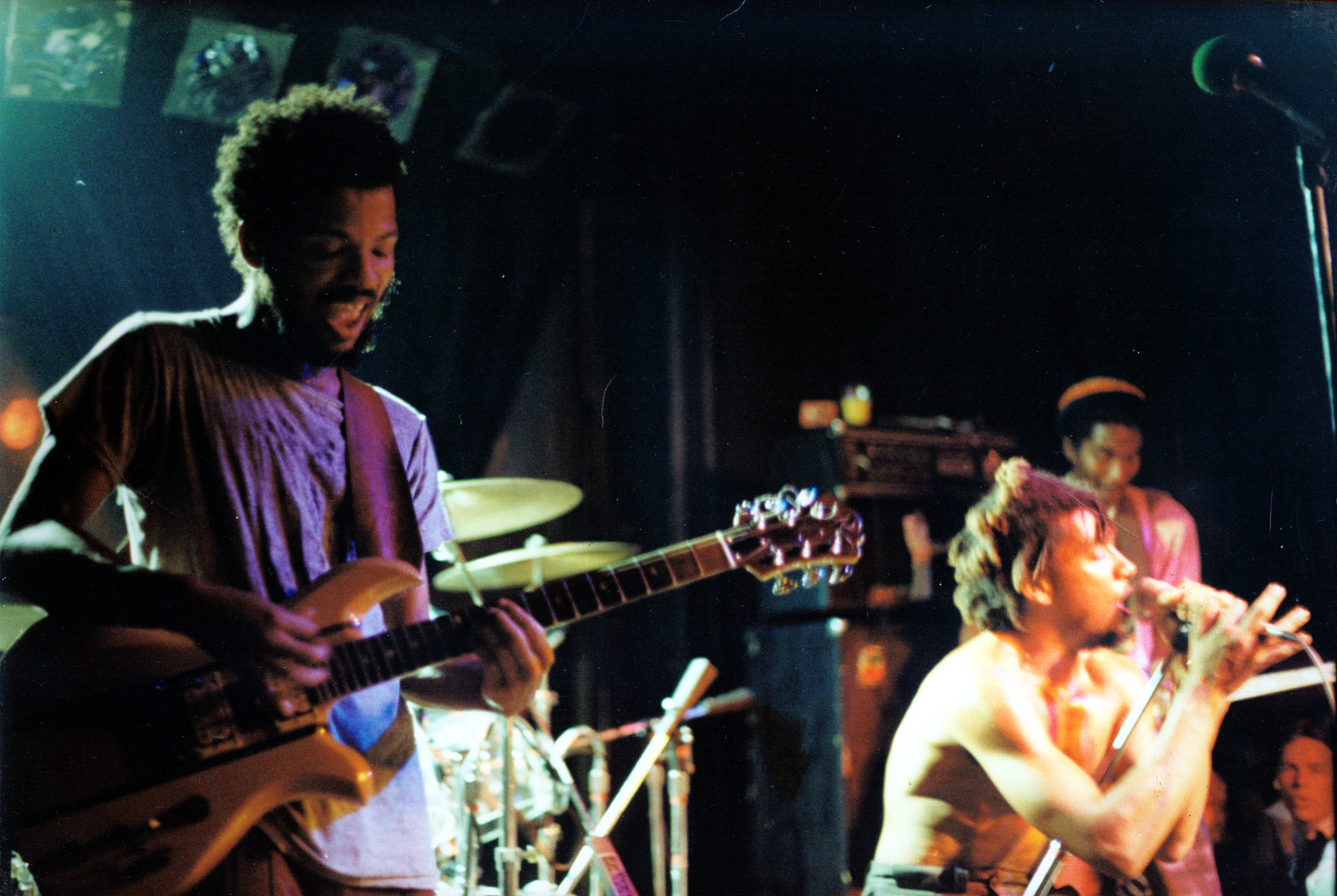
Bad Brains, en 1983.

Les Bad Brains sont issus d'un groupe de jazz fusion, initialement formé sous le nom de Mind Power en 1976, réunissant le chanteur H.R., le guitariste Gary « Dr Know » Miller, le bassiste Derryl Jenifer et le batteur Earl Hudson (frère de H.R.). La découverte des Ramones, des Sex Pistols et de Death, leur fait radicalement changer de style musical. Le nom de Bad Brains est tiré d'une composition des Ramones. « Nous voulions jouer une musique qui heurtait les riches qui ont oublié l'émotion », raconte H.R. La violence de cette approche est cependant équilibrée par quelques compositions de reggae. Les textes sont ainsi partagés entre le commentaire socio-politique et la dévotion à Jah.
Les Bad Brains sont très influents mais restent mésestimés dans leur contribution au rock indépendant. Adam Yauch (bassiste et rappeur des Beastie Boys) les désignera pourtant comme une influence majeure. Le groupe apporte prouesse, précision et virtuosité à une forme de musique qui se désintéressait généralement de cet aspect ; de ce fait certains l'associent à tort à la scène rock fusion. En effet, à la différence de beaucoup d'autres groupes appartenant à la même mouvance, les Bad Brains sont d'excellents musiciens, jouant avec une intensité et une rapidité singulière. La complexité du jeu de guitare de Dr. Know est hors du commun au sein de la scène punk hardcore. Par ailleurs, le fait qu'ils soient quatre musiciens noirs, dans une scène principalement blanche, les distingue encore un peu plus. La carrière du groupe, hors de la norme du courant majoritaire, est chaotique. Les séparations et reformations sont multiples. La personnalité perturbée du chanteur H.R., à la tessiture qui est unique en son genre, aura été une entrave au succès même après l'avènement mondial de Nirvana.
Le premier album, intitulé Bad Brains, est publié en 1982 par ROIR, le label de Neil Cooper. En dix ans, il s'en vend 150 000 exemplaires, dont 60 000 au format cassette.

### Nouveaux sons (1986–1989)
En 1986, Bad Brains signe avec SST Records et publie I Against I, qui, en plus des éléments punk hardcore et reggae, intronise un son fusion heavy metal/funk. H.R. fournit les morceaux vocaux pour Sacred Love. Il est bien accueilli par la presse spécialisée, dont AllMusic. La vidéo de la chanson-titre est diffusée dans le programme 120 Minutes sur MTV. Malgré le succès de I Against I, H.R. quitte une nouvelle fois le groupe, et est remplacé par son frère Earl pour leur tournée en 1987. Les dates de 1988 pour I Against I s'effectuent avec Taj Singleton au chant, et Mackie Jayson à la batterie. En 1988, Bad Brains signe avec Caroline Records, qui publie un quatrième album, Quickness, l'année suivante.

### Changements de chanteurs (1990–1994)
Bad Brains est frappé par des tensions internes depuis le commencement. Hormis les problèmes avec H.R., qui refusait souvent de jouer aux concerts et sessions, lui et son petit frère, le batteur Earl Hudson, souhaitaient faire du groupe un groupe uniquement de reggae, tandis que Dr. Know et Darryl Jenifer voulaient jouer du heavy rock.
H.R. fait face à des problèmes financiers après une tournée européenne fructueuse avec le groupe Human Rights et la tournée de Bad Brains avec Taj Singleton ne collait pas au groupe. Après la tournée Quickness, H.R. et Earl partent encore, et H.R. west remplacé par l'ancien chanteur de Faith No More, Chuck Mosley. Peu après, Bad Brains se sépare encore. En 1990, Bad Brains recrute l'ami et protégé Henry Rollins pour une reprise de la chanson Kick Out the Jams du groupe The MC5. Elle devient la bande-son du film Pump Up the Volume.
Alors que la plupart des groupes inspirés de Bad Brains (comme Living Colour et Fishbone) jouissent du succès commercial, Dr. Know est contacté par le label Mundane Records en 1992, offrant au groupe un contrat chez une major. L'ancien batteur de Cro-Mags, Mackie Jayson, et le chanteur Israel Joseph I se joignent à cette période au groupe. Rise est publié en 1993. La tournée Rise commence en 1993 avec Mackie Jayson à la batterie, et se termine en 1994 avec le batteur Chuck Treece.

### Réunions et changements (1995–2004)
Avec sa formation originale réunie, Bad Brains signe au label Maverick Records pour la sortie en 1995 de l'album God of Love. En soutien à l'album, Bad Brains ouvre pour les Beastie Boys à leur tournée Ill Communication, et joue en tête d'affiche américaine avec le futur Deftones,. Cependant, la réunion ne dure pas longtemps, à cause du comportement déplacé de H.R. pendant les performances du groupe, comme des attaques verbales envers l'agent artistique, une bagarre contre un skinhead et un agent de sécurité lors d'incidents différents en tournée. Ces incidents mène le groupe à se séparer de nouveau,.
Deux ans plus tard, le groupe revient pour remasteriser des chansons pour en faire un EP intitulé The Omega Sessions, publié par Victory Records.
Entre 1998 et 2001, la formation originale tourne sous le nom de Soul Brains. Un album live, A Bad Brains Reunion Live from Maritime Hall, est publié en 2001. H.R. participe à la chanson Without Jah, Nothin', sur l'album Satellite de P.O.D. (2001). En 2002, Bad Brains publie I and I Survived. En 2004, Lil Jon recrute Dr. Know, Jenifer et Earl Hudson pour une autre version de sa chanson Real Nigga Roll Call, qui interpole la musique de Re-Ignition. H.R. joue sa chanson Who's Got the Herb? avec le groupe 311 le 22 juin à Long Beach, en Californie. H.R. participe aussi à une version live de la chanson Shame in Dem Game de Sublime, également originaire de Long Beach, en Californie.

### Build a NationetInto the Future(2005–2015)

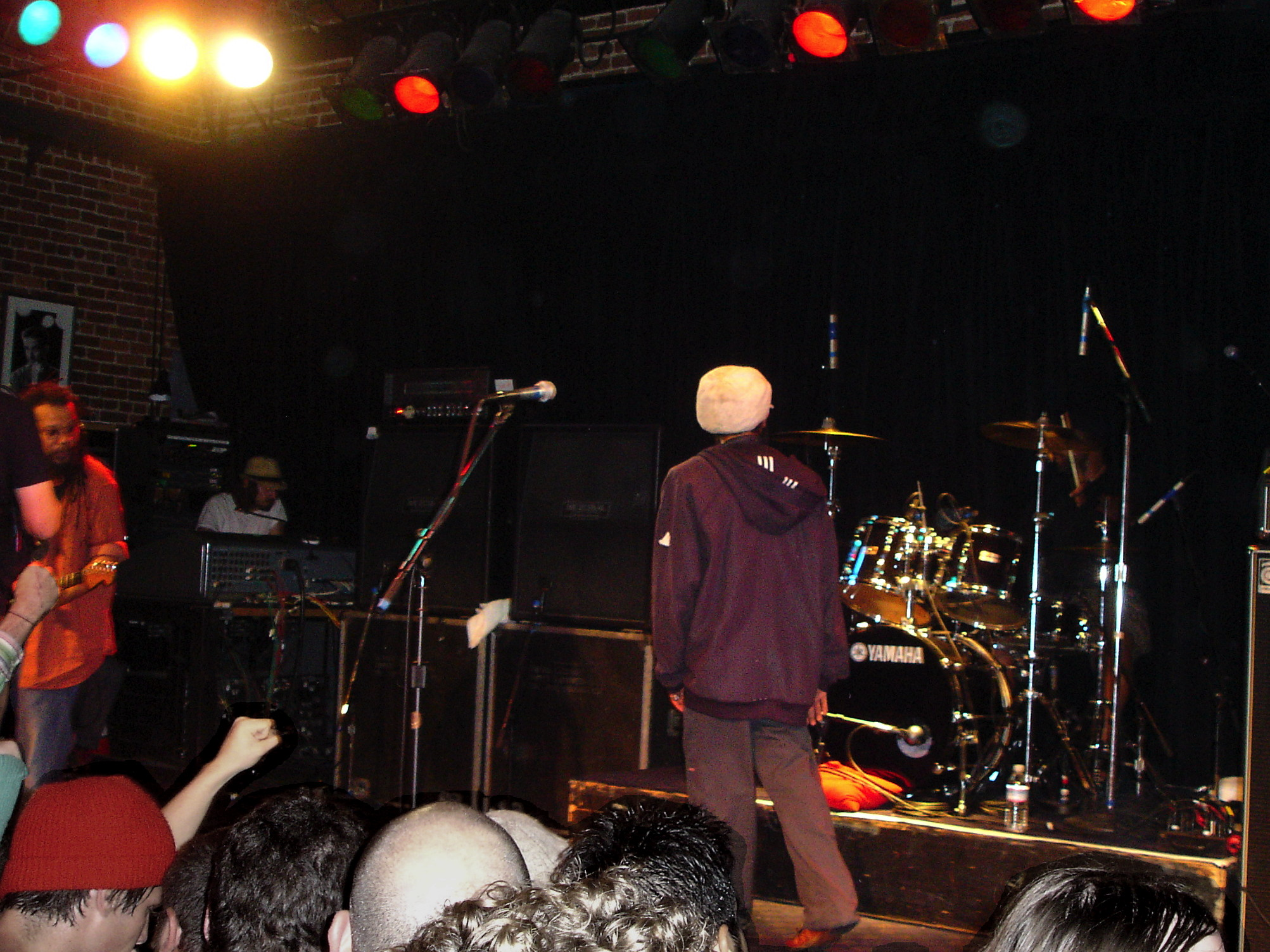
Bad Brains, sur scène à San Francisco, en 2007.

En 2005, Darryl Jenifer annonce un nouvel album du groupe depuis dix ans. Les Bad Brains se reformeront à l'occasion de la fermeture de la salle de concert CBGB's à New York pour trois concerts en octobre 2006 après une long pause. Au printemps 2009, un concert annoncé à l'Élysée-Montmartre de Paris dans la formation classique est finalement annulé. En 2009, deux documentaires du groupe sont en production, dont un qui se centre de H.R.. Bad Brains prévoit aussi une tournée en Australie en juin 2010, mais sont forcés d'annuler à cause de problèmes de santé.
En mars 2011, Bad Brains est annoncé pour l'album Build a Nation. En avril 2012, H.R. révèle le titre de l'album : Let's Have Fun,. Cependant, le titre changera pour Into the Future et l'album est publié le 20 novembre 2012. Le 22 mars 2014, Bad Brains poste une image de Darryl Jenifer et Dr. Know au studio sur Facebook. En novembre 2014, un ouvrage intitulé Punk! Hardcore! Reggae! PMA! Bad Brains! par l'auteur Greg Prato, est publié, raconte la vie du groupe.
Le 30 mai 2015, Bad Brains enregistre un nouvel EP dans un studio de Woodstock, New York, devant près de 70 personnes. L'EP s'intitule The Woodstock Sessions, mais pour des raisons inconnues, H.R. n'y participera pas ; il est remplacé par le chanteur jamaïcain Jesse Royal.

### Mind Power(depuis 2015)
Le 3 novembre 2015, Bad Brains annonce l'hospitalisation de Dr. Know (Gary Miller). Bad Brains annonce ensuite, le 10 novembre, que Dr. Know est entre la vie et la mort et en soins intensifs à la suite et de problèmes organiques. Le 5 mars 2016, H.R. est diagnostiqué d'un type rare de céphalée,. Dr. Know et Darryl Jenifer doutent de l'avenir de Bad Brains, mais espèrent publier la suite de l'album Into the Future, intitulé Mind Power.

## Discographie
- 1978 : Black Dots (démo)
- 1982 : Bad Brains (The Roir Sessions)
- 1983 : Rock for Light
- 1986 : I Against I
- 1989 : Quickness
- 1993 : Rise
- 1995 : God of Love
- 2002 : I and I Survived (dub)
- 2007 : Build a Nation
- 2012 : Into the Future

## Membres

### Membres actuels
- H.R. — chant (1978–1987, 1989–1990, 1994–1995, depuis 1998), guitare (1977–1978)
- Dr. Know — guitare (1977–1995, depuis 1998)
- Darryl Jenifer — basse (1977–1995, depuis 1998)
- Earl Hudson — batterie, percussions (1977–1987, 1989–1990, 1994–1995, depuis 1998)

### Anciens membres
- Sid McCray — chant (1977–1978)
- Mackie Jayson — batterie, percussions (1988-1989, 1990-1993)
- Taj Singleton — chant solo (1988–1989)
- Chuck Mosley — chant (1990–1991) (décédé le 9 novembre 2017)
- Israel Joseph I — chant (1991–1994, 2008)
- Chuck Treece — batterie, percussions (1994)